# Eulithinus analis
Eulithinus analis – gatunek skorka z rodziny skorkowatych i podrodziny Allodahliinae.
Gatunek ten opisany został po raz pierwszy w 1838 roku przez Jules’a Pierre’a Rambura jako Forficula analis. W 1878 August Durieu Dubrony przeniósł go do rodzaju Chelidura. W 1909 roku został przez Malcolma Burra przeniesiony do rodzaju Lithinus. Nazwa ta została jednak wcześniej wykorzystana przez rodzaj chrząszcza i w 1935 roku została przez Waltera Douglasa Hincksa zastąpiona nazwą Eulithinus.
Skorek ten osiąga od 10 do 12 mm długości ciała mierzonego wraz ze szczypcami. Ubarwienie ma błyszczące, ciemnorudobrązowe do brązowawoczarnego lub nieco czarniawego. Szeroka i gładka głowa wyposażona jest w małe, krótsze od skroni oczy, nabrzmiałe czoło i niewyraźnie zaznaczone szwy. Tylna krawędź głowy jest pośrodku bardzo delikatnie wklęśnięta. Czułki odznaczają się pierwszym członem niewiele dłuższym niż szerokim i tylko w połowie tak długim jak rozstaw czułków. Silnie poprzeczne przedplecze ma płaską powierzchnię z wyraźnie zaznaczoną podłużną bruzdą przez środek. Brzegi boczne przedplecza są ku tyłowi nieco rozszerzone, kąty tylne zaokrąglone, a tylna krawędź wypukła. Łuskopodobne, nieco krótsze od przedplecza pokrywy (tegminy) mają wyraźne i nieblaszkowate, podłużne kile na krawędziach bocznych oraz skośnie ścięte krawędzie tylne. Skrzydeł tylnej pary brak zupełnie. Krótki i nieco przypłaszczony odwłok ma punktowane tergity, z których trzeci i czwarty mają drobne podgięcia gruczołowe na bokach, a ostatni jest silnie poprzeczny i zaopatrzony w parę tępych guzków i zagłębienie środkowe. Szerokie, trapezowate pygidium ma jeden ostry boczny ząbek. Przedostatni sternit ma szeroko zaokrąglony tylny brzeg. Przysadki odwłokowe (szczypce) samicy są bardzo krótkie i spłaszczone, zaś samca w części nasadowej silnie zakrzywione i z wyraźnym zębem nasadowym na krawędzi wewnętrznej, a w części wierzchołkowej wyprostowane. Narządy genitalne samców mają krótką virgę o nasadzie zakrzywionej w sposób typowy dla rodzaju Forficula, dość długie, proste i wierzchołkowo rozwarte paramery zewnętrzne oraz nieco zwężoną u nasady i rozszerzoną u szczytu centralną płytkę paramerową.
Owad palearktyczny, endemiczny dla Półwyspu Iberyjskiego i Hiszpanii.